# Château et domaine Tivoli
 (janvier 2025).
La mise en forme du texte ne suit pas les recommandations de Wikipédia : il faut le « wikifier ».
Les points d'amélioration suivants sont les cas les plus fréquents :
- Les titres sont pré-formatés par le logiciel. Ils ne sont ni en capitales, ni en gras.
- Le texte ne doit pas être écrit en capitales (les noms de famille non plus), ni en gras, ni en italique, ni en « petit »…
- Le gras n'est utilisé que pour surligner le titre de l'article dans l'introduction, une seule fois.
- L'italique est rarement utilisé : mots en langue étrangère, titres d'œuvres, noms de bateaux, etc.
- Les citations ne sont pas en italique mais en corps de texte normal. Elles sont entourées par des guillemets français : « et ».
- Les listes à puces sont à éviter, des paragraphes rédigés étant largement préférés. Les tableaux sont à réserver à la présentation de données structurées (résultats, etc.).
- Les appels de note de bas de page (petits chiffres en exposant, introduits par l'outil «  Source ») sont à placer entre la fin de phrase et le point final[comme ça].
- Les liens internes (vers d'autres articles de Wikipédia) sont à choisir avec parcimonie. Créez des liens vers des articles approfondissant le sujet. Les termes génériques sans rapport avec le sujet sont à éviter, ainsi que les répétitions de liens vers un même terme.
- Les liens externes sont à placer uniquement dans une section « Liens externes », à la fin de l'article. Ces liens sont à choisir avec parcimonie suivant les règles définies. Si un lien sert de source à l'article, son insertion dans le texte est à faire par les notes de bas de page.
- La présentation des références doit suivre les conventions bibliographiques. Il est recommandé d'utiliser les modèles {{Ouvrage}}, {{Chapitre}}, {{Article}}, {{Lien web}} et/ou {{Bibliographie}}. Le mode d'édition visuel peut mettre en forme automatiquement les références.
- Insérer une infobox (cadre d'informations à droite) n'est pas obligatoire pour parachever la mise en page.

Pour une aide détaillée, merci de consulter Aide:Wikification.
Si vous pensez que ces points ont été résolus, vous pouvez retirer ce bandeau et améliorer la mise en forme d'un autre article.

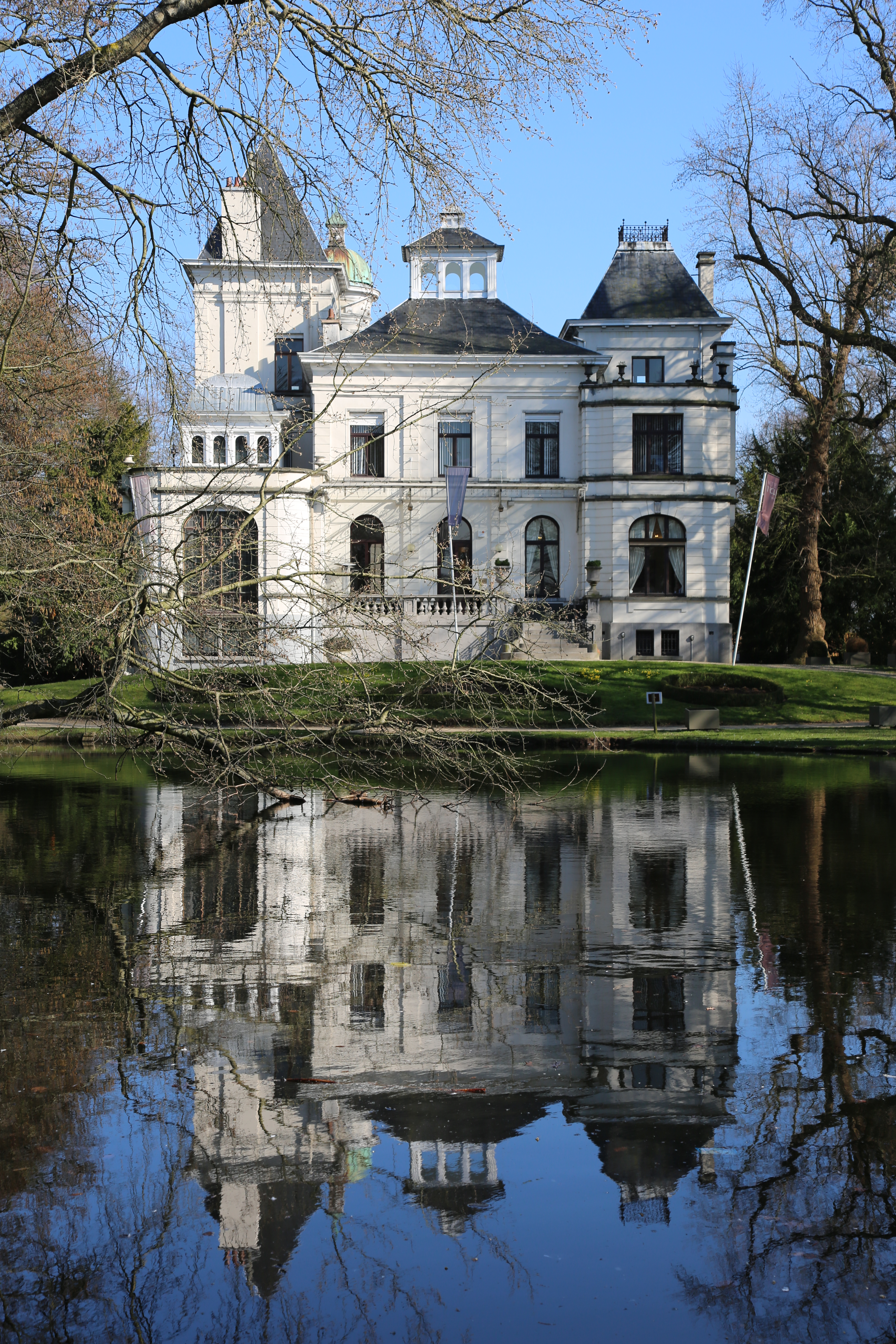
Le château Tivoli se mire dans son étang (2016)

Le domaine Tivoli est situé à la sortie de Malines en Belgique, le long de la chaussée d'Anvers (92-96). La parure blanche de style néo-classique du château, précédé d'un étang et entouré d'arbres est visible depuis la route. Il a été classé comme monument historique en 1997. 

## Le Tivolipark: un parc public assorti d'une ferme pédagogique
Le Tivolipark, classé en 1997 comme monument historique, appartient aujourd'hui à la ville de Malines (1978) et est devenu un parc public à proximité du centre. Il est en outre équipé d'une ferme pédagogique pour enfants, d'une plaine de jeux bordé d'une taverne avec terrasse et d'une orangerie moderne (Karel Beeck, 1992) qui abrite un restaurant. Cette dernière a toutefois profondément affecté l'architecture d'origine de la façade d'entrée du château, affecté à des réceptions variées.

## Un château de style classique du début duXIXesiècle[2]
De style classique, le corps central du château a été construit pour Corneille Scheppers, membre d'une famille de propriétaires terriens malinois, comme résidence secondaire (1802). Il est mentionné comme brasseur dans une liste de notables (1814). Il s'étend sur deux étages surmontés d'une lanterne centrale ajourée et est entouré d'un canal de format rectangulaire, relié à l'avant à un bel étang de pêche. A sa mort (1841), le domaine devient propriété de son fils Victor qui y abrite une école des pauvres. Victor Scheppers est, notamment, passé à la postérité pour son action émancipatrice en faveur des plus défavorisés. L'institution scolaire qui porte son nom est située le long de la Melaan au centre de Malines.

## Résidence de campagne d'une famille de brasseurs célèbres
A son décès (1877), le château est acquis par Martin François Louis Van Diepenbeek, patron de la brasserie Le Fer à Cheval, située à l'emplacement d'un couvent de Carmélites (XIIIe siècle) entre les rues de Beffer (25-27) et du Cochon. Ses affaires sont tellement prospères qu'il rachète la brasserie Chevalier marin voisine qui deviendra, dans l'entre-deux-guerres, l'une des plus importantes de Belgique. Il fait construire la maison du jardinier et la remise (1890) dans un style campagnard traditionnel.

Son fils Louis et sa belle-fille, Laure Dubois, font construire l'aile latérale nord du château par l'architecte bruxellois Léon Martin (1904 selon la plaque commémorative) avec sa grande tour carrée abritant une chambre, son salon de réception de style néorenaissance flamande doté d'un billard et surmonté d'un lanterneau et ses cuisines semi-enterrées. C'est à cette époque que la conciergerie (Cyrille Van den Bergh, 1905) a été ajoutée en bordure de la grille d'entrée qui ouvre sur une allée monumentale dont les hêtres ont été remplacés par des châtaigniers. 

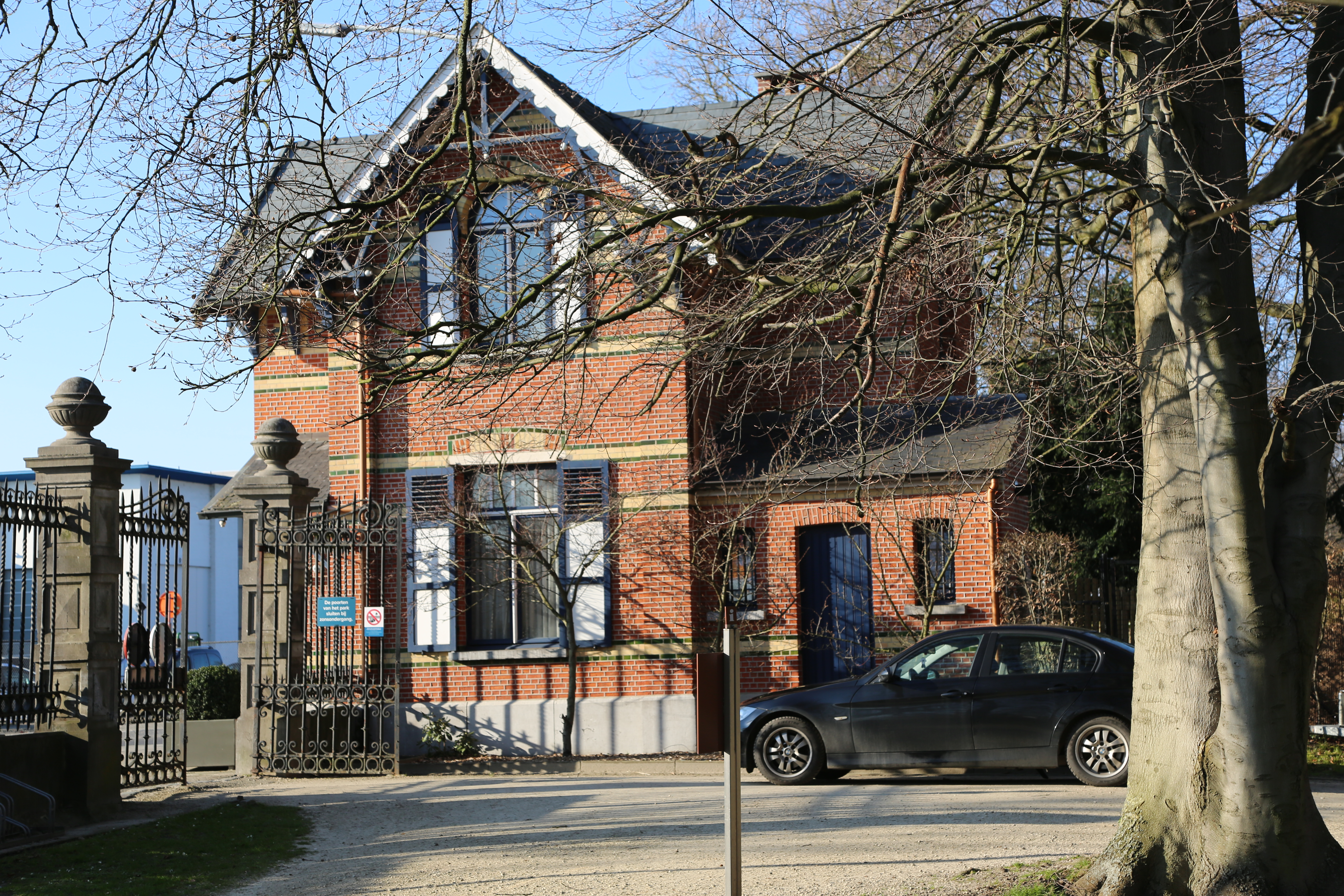
Conciergerie

Le jardin est agrandi, le canal est prolongé le long de la monumentale entrée bordée de hêtres tandis que sa partie sud est comblée au profit d'un petit temple dédié au dieu Hercule (ou Héraclès), célèbre pour ses douze travaux dont la force protège contre le mal. Pour faciliter la circulation dans l'édifice, l'aile sud (1922), abrite un escalier monumental en pierre naturelle qui conduit aux chambres de l'étage. Elle a permis l'ajout d'un salon côté jardin et d'une grande chambre à l'étage. Grâce au talent de son architecte, Cyril Van den Bergh, la composition est merveilleusement équilibrée. Les ailes latérales sont reliées par une terrasse à balustrade et vases recouverte d'une marquise. On y accède par un escalier recourbé en pierre bleue.
Habité pendant la belle saison par la famille des patrons de la brasserie Chevalier Marin, il a été vendu à la Ville de Malines peu après le décès de Renée Degraux (1883-1978), née Van Diepenbeeck et, à ce titre, dernière propriétaire de la brasserie jusqu'à sa vente à Artois (1954).

Domaine et château Tivoli
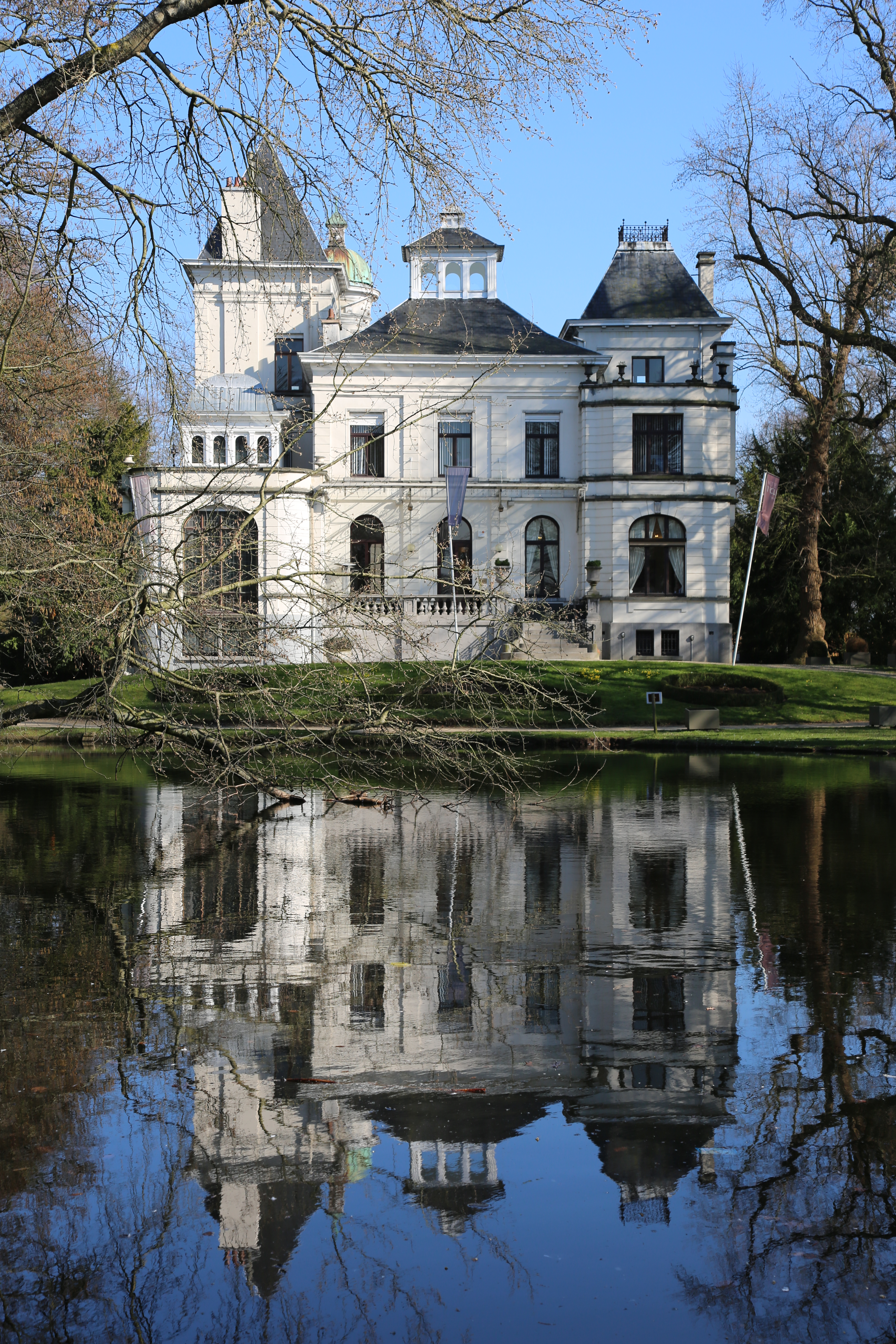
Façade à rue
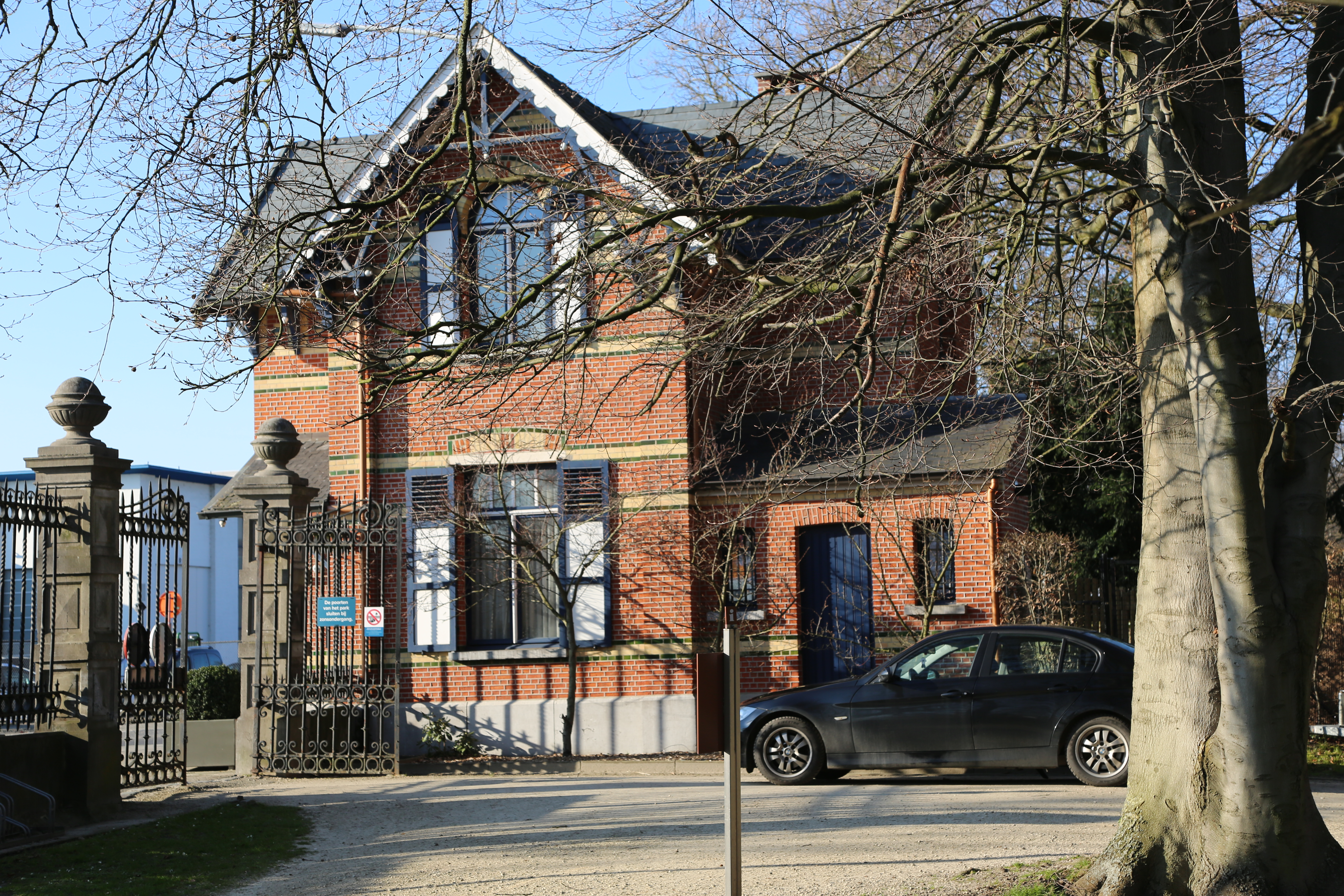
Conciergerie
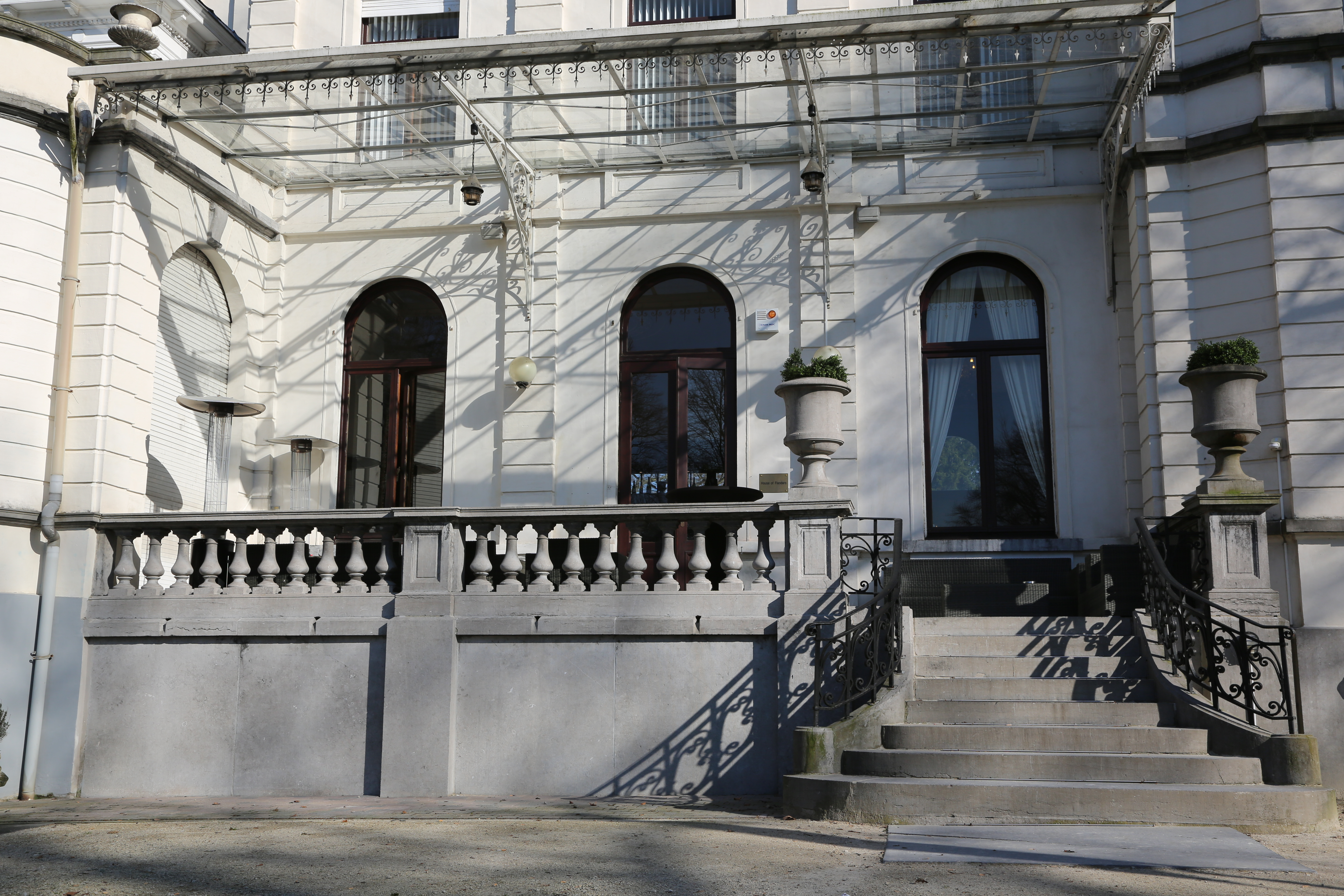
Terrasse arrière
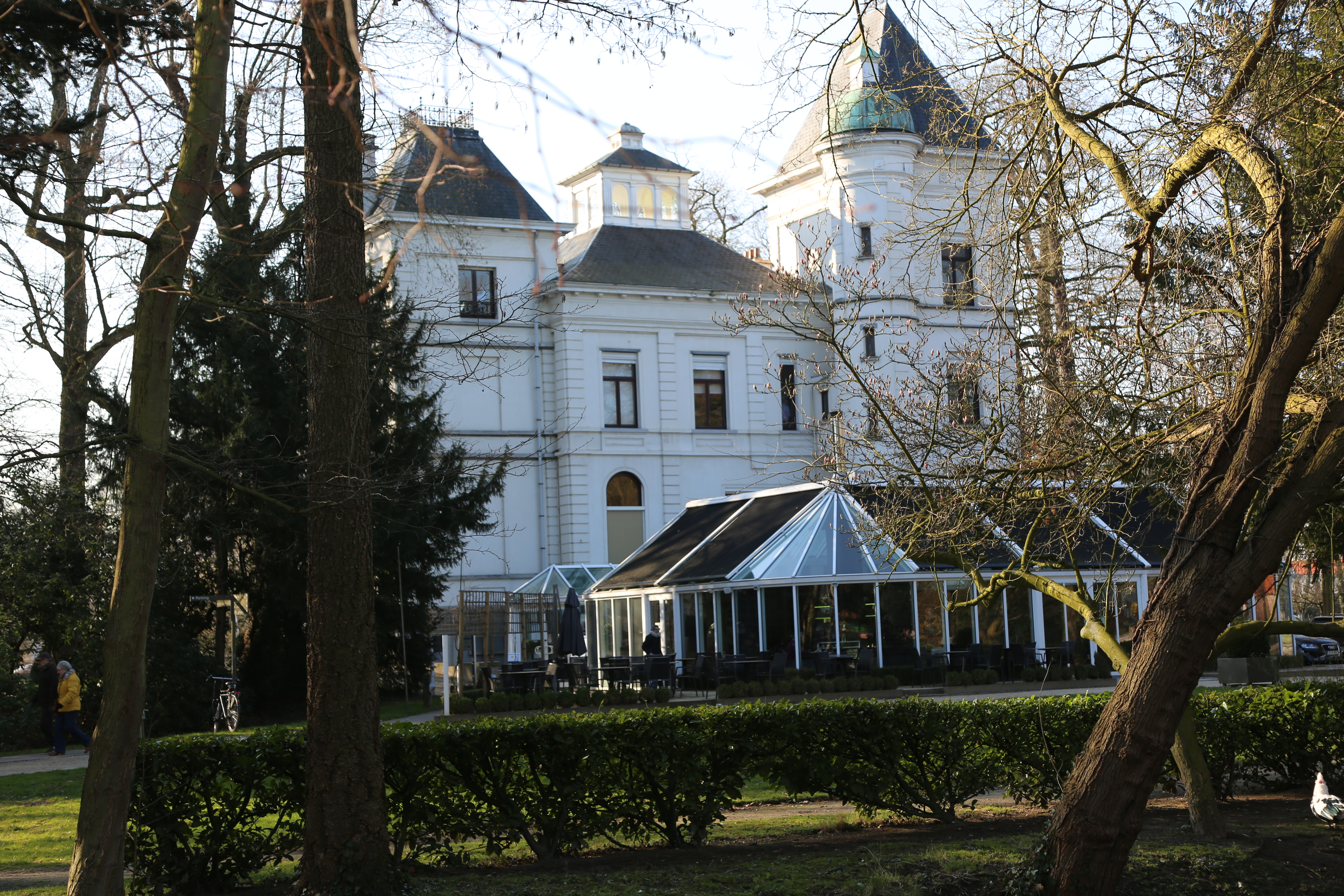
Orangerie
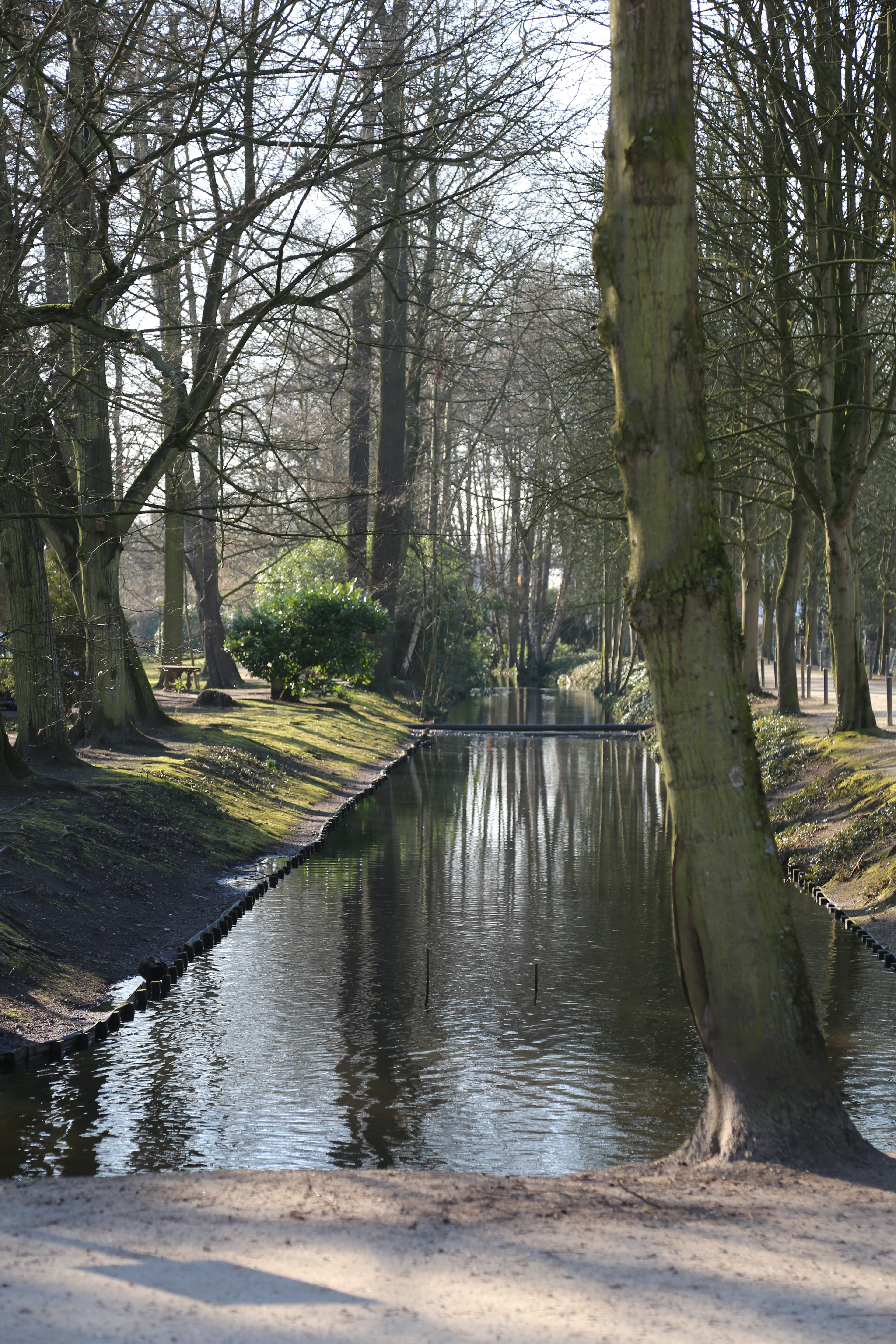
Canal
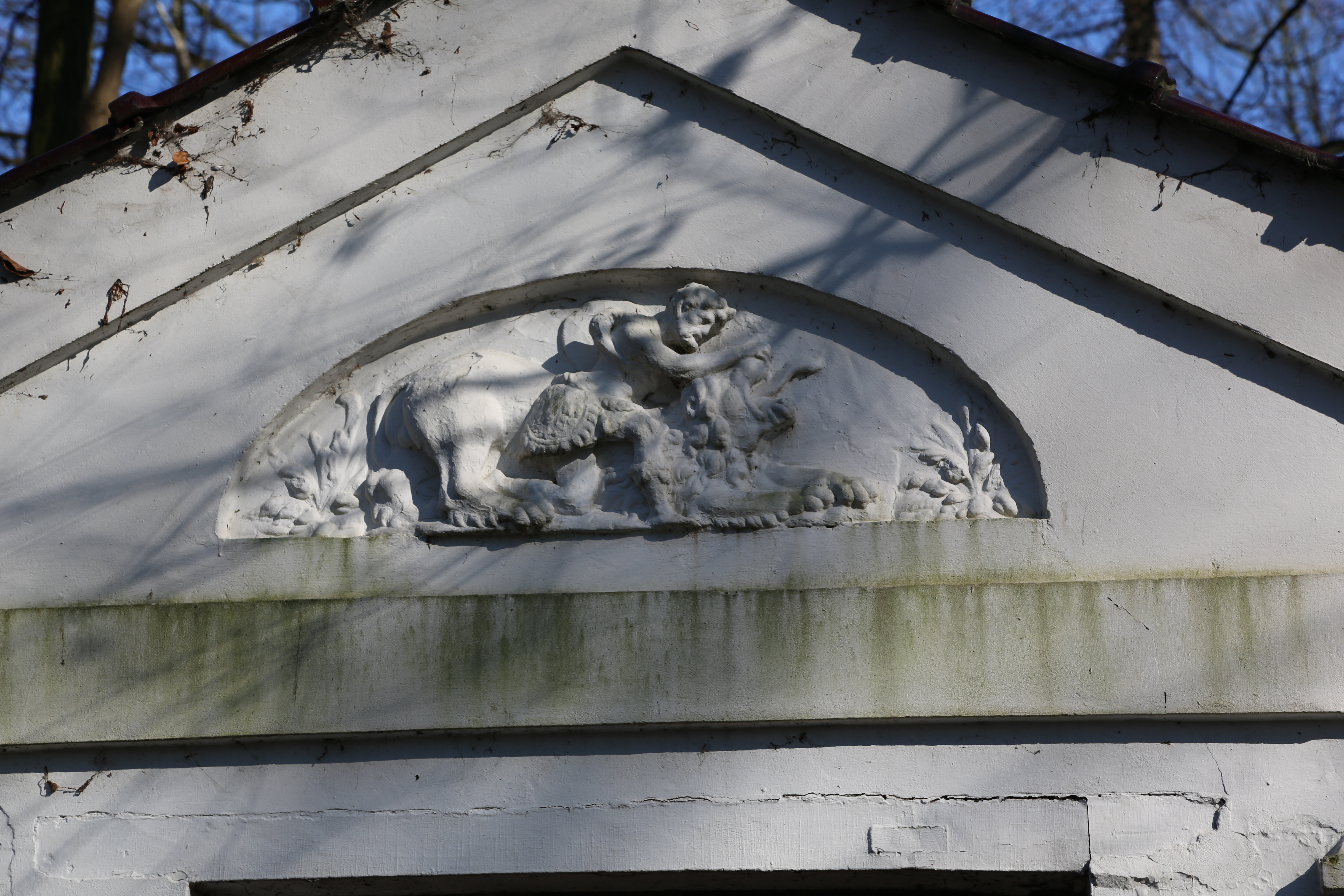
Temple d'Hercule
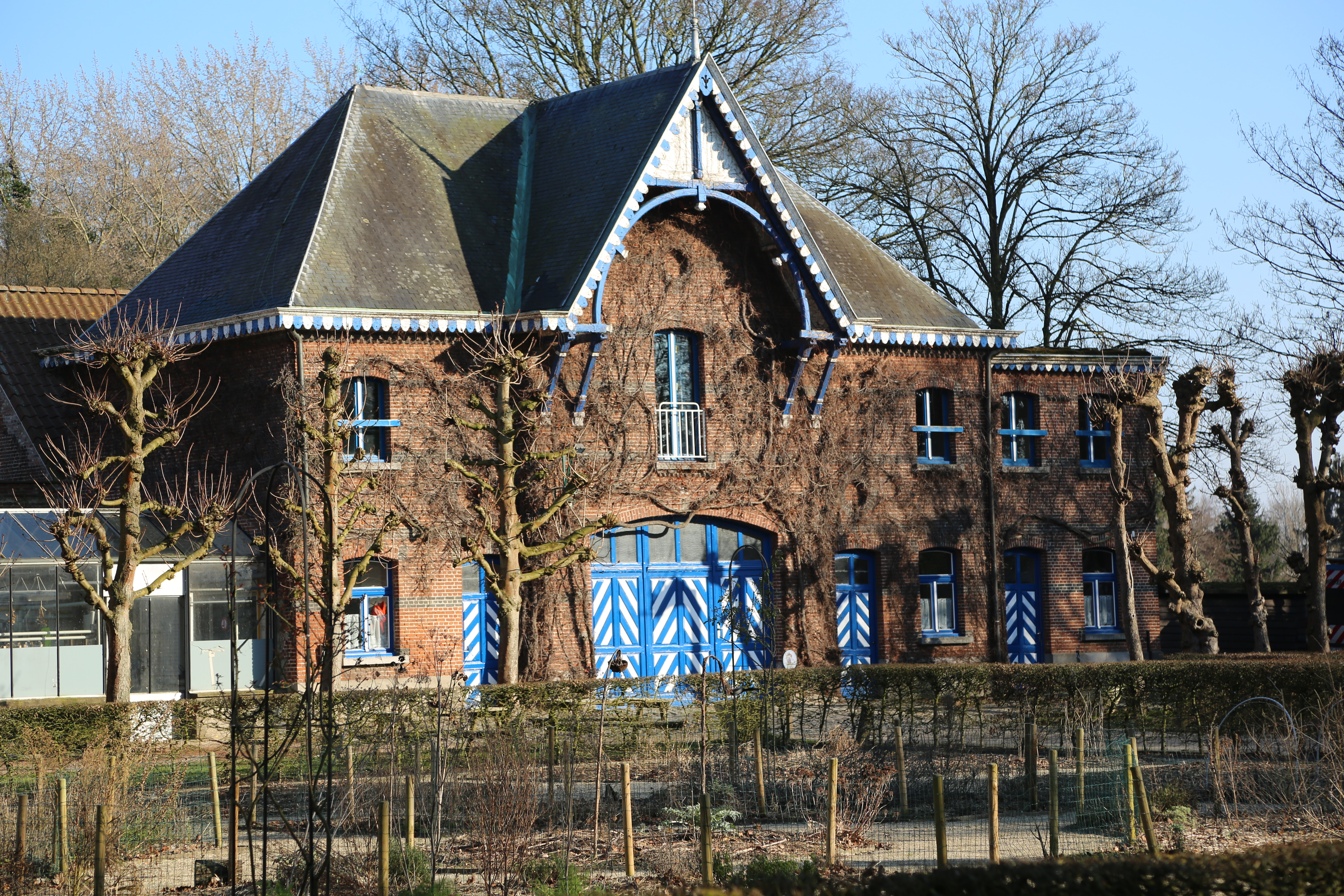
Dépendances
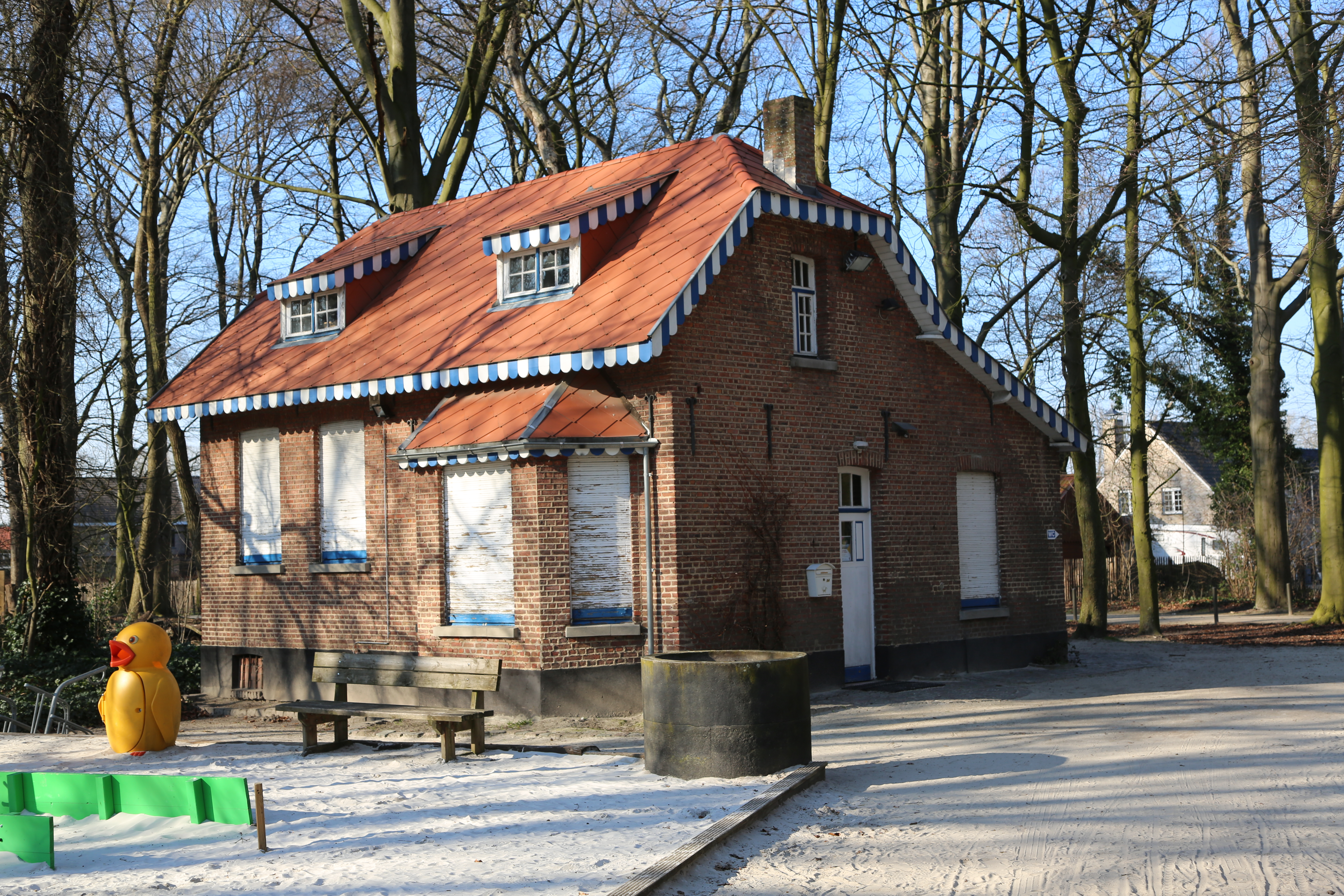
Taverne et plaine de jeux